# Stefano Felis
Stefano de Maza Gatto, conosciuto come Stefano Felis (Bari, 20 gennaio 1538 – Bari, 25 settembre 1603), è stato un compositore italiano.
Stefano Felis visse a Bari, Praga e Napoli, dove frequentò il circolo musicale di Gesualdo da Venosa. È considerato il maggior esponente della scuola musicale barese, e fra i più importanti dell'area meridionale italiana dell'epoca. Sacerdote, didatta e maestro di cappella, pubblicò numerosi libri di madrigali, mottetti e messe; purtroppo, solo una piccola parte della sua produzione musicale profana è sopravvissuta, mentre quella sacra sembra essersi tramandata integralmente. Ebbe probabilmente tra i suoi allievi Giovanni Battista Pace, Giovanni Donato Vopa, Pomponio Nenna e, secondo alcuni critici, Carlo Gesualdo.